# Prêmio Erwin Schrödinger
O Prêmio Erwin Schrödinger (em alemão:  Erwin Schrödinger-Preis) é um prêmio de ciências concedido anualmente pela Academia Austríaca de Ciências pelo conjunto da obra na área de matemática e ciências naturais.

## Critérios
O prêmio pode ser concedido a pesquisadores que trabalham na Áustria, cujas realizações científicas em matemática e ciências foram de amplo espectro.
A entrega do prêmio ocorre anualmente em outubro. O prêmio é dotado com 15 mil Euros.

## Laureados
- 1956 Erwin Schrödinger
- 1958 Felix Machatschki
- 1960 Erich Schmid
- 1962 Marietta Blau
- 1963 Ludwig Flamm e Karl Przibram
- 1964 Otto Kratky
- 1965 Friedrich Wessely
- 1966 Georg Stetter
- 1967 Berta Karlik e Gustav Ortner
- 1968 Hans Nowotny
- 1969 Walter Thirring
- 1970 Erika Cremer
- 1971 Richard Biebl
- 1972 Fritz Regler e Paul Urban
- 1973 Hans Tuppy
- 1974 Otto Hittmair e Peter Weinzierl
- 1975 Richard Kiefer e Erwin Plöckinger
- 1976 Herbert W. König e Ferdinand Steinhauser
- 1977 Viktor Gutmann e Helmut Rauch
- 1978 Edmund Hlawka e Günther Porod
- 1979 Heinz Parkus
- 1980 Peter Klaudy e Hans List
- 1981 Kurt Komarek
- 1982 Othmar Preining
- 1983 Josef Schurz e Peter Schuster
- 1984 Leopold Schmetterer e Josef Zemann
- 1985 Adolf Neckel e Karl Schlögl
- 1986 Walter Majerotto e Horst Wahl
- 1987 Edwin Franz Hengge e Franz Seitelberger
- 1988 Wolfgang Kummer e Fritz Paschke
- 1989 Johannes Pötzl
- 1990 Manfred W. Breiter e Karl Kordesch
- 1991 Siegfried J. Bauer e Willibald Riedler
- 1992 Josef F. K. Huber e Karlheinz Seeger
- 1993 Benno F. Lux e Oskar F. Olaj
- 1994 Tilmann Märk e Heide Narnhofer
- 1995 Heinz Gamsjäger e Jürgen Hafner
- 1996 Alfred Kluwick
- 1997 Werner Lindinger e Thomas Schönfeld
- 1998 Peter Zoller
- 1999 Johann Mulzer
- 2000 Erich Gornik e Hans Troger
- 2001 Bernhard Kräutler e Siegfried Selberherr
- 2002 Ekkehart Tillmanns
- 2003 Erwin Hochmair e Hildegunde Piza-Katzer
- 2004 Anton Stütz e Jakob Yngvason
- 2005 Franz Dieter Fischer e Rainer Kotz
- 2006 Rainer Blatt
- 2007 Georg Brasseur e Thomas Jenuwein
- 2008 Georg Wick
- 2009 Bernd Mayer
- 2010 Walter Kutschera
- 2011 Gerhard A. Holzapfel
- 2012 Jürgen Knoblich
- 2013 Nick Barton
- 2014 Denise Barlow